# 胜利型蒸汽机车
胜利型蒸汽机车（SL）是中国铁路的客运蒸汽机车车款之一。因其前身不同而有几个分型。

## 形式名稱變遷
中華民國交通部於1947年依照華氏輪式，制訂以注音符號為蒸汽機車命名規則，但因局勢並未全國統一適用此一規則。中華人民共和國成立後，鐵道部於1951年參酌交通部命名規則，以注音符號為蒸汽機車命名。其中4-6-2軸式機車定名為「ㄆㄒ型」（PX型），名稱取自「Pacific」或滿鐵命名方式「パシ型」（Pashi）。1959年改用漢語拼音命名，由於「ㄆㄒ型」蒸汽機車改名為「勝利型」，故統一改為「SL型」，並沿用至今。至於「ㄙㄌ型」（SL型）則配合改稱為「KD型」。

## 勝利型編號範圍
| 車號範圍            | 車型     | 前身車型 | 實際車號 | 備註 |
| ------------------- | -------- | -------- | -------- | ---- |
| 101～270 （1～188） | 勝利3型  |          |          |      |
| 281～300            | 勝利5型  |          |          |      |
| 301～600            | 勝利6型  |          | 301～572 |      |
| 601～750            | 勝利6型  |          | 601～750 |      |
| 751～770            | 勝利7型  |          | 751～772 |      |
| 771                 | 勝利6型  |          | 771      |      |
| 801～830            | 勝利8型  |          | 801～817 |      |
| 881～900            | 勝利12型 |          | 881～    |      |
| 901～920            | 勝利13型 |          |          |      |
| 921～930            | 勝利14型 |          |          |      |

## 胜利3型

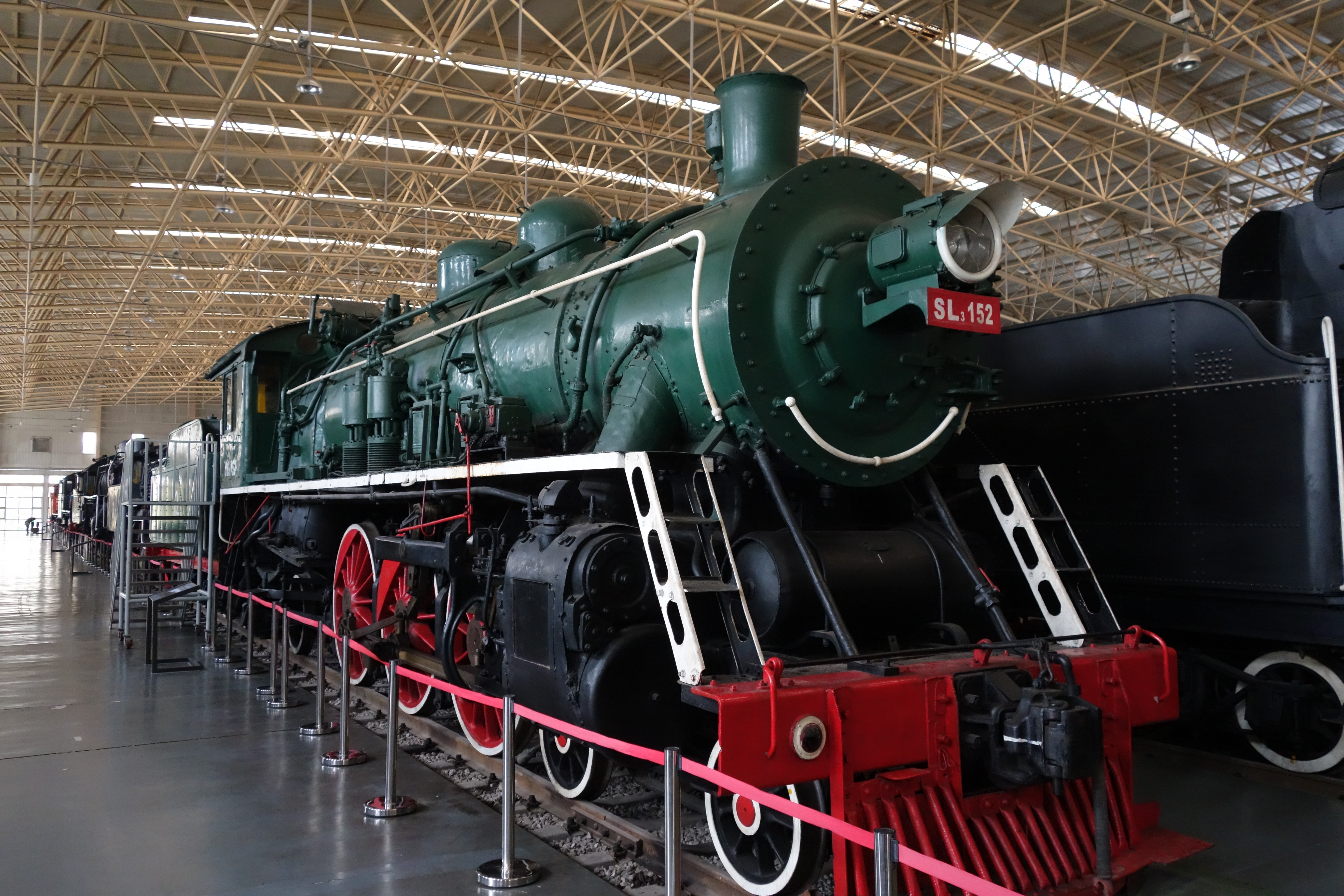
中国铁道博物馆内的胜利3型蒸汽机车

- 主條目：中國鐵路勝利3型蒸汽機車

### 概要
胜利3型（SL）的前身为南满洲铁道Pashisa形（意指Pacifics第3型），由汽车制造、日立制作所为北鲜线（今咸北线）制造。同型车有华北交通Pashisa形。二战后全部改编为PX3型。中华人民共和国成立后改为胜利3型，编号从1至188。

#### 南滿州鐵道
滿鐵Pashisa（パシサ）為朝鮮總督府鐵道於1934年10月將清津-雄基間之鐵路（北鮮線）委託南滿州鐵道經營後，於1934年至1936年向汽車製造、日立製作所訂製16輛供北鮮線使用。滿鐵Pashisa（パシサ）與滿州國鐵「Pashishi（パシシ）」（國小パシ）採取相同設計，鍋爐配備燃燒室，且為了使用朝鮮北部出產之褐炭，火床面積及傳熱面積與滿州國鐵線使用之「Pashishi（パシシ）」相同。

#### 滿州國鐵線
滿州國鐵線之Pashishi（パシシ）型之前10輛又稱為「國小パシ」，1934年由日立製作所、汽車製造所製造。滿州國1935年3月收購蘇聯所有之北滿鐵路（中東鐵路），並於同年9月將新京站（長春站）至哈爾濱站間路段之軌距由俄國之寬軌（1,524 毫米）修改為標準軌（1,435 毫米），於該路段之路線標準提升前，曾用於牽引該路段之亞細亞號列車，並於同年底牽引滿州國皇帝溥儀初次視察哈爾濱時牽引其專列。滿州國鐵線於1936年繼續向日立、汽車增備20輛Pashishi（パシシ）型機車，其火床面積較先前生產之10輛（パシシ 5830-5839）增加0.5m²，稱為「新國小パシ」（車號パシシ 5840-5859）。1938年4月滿州國鐵線之Pashishi（パシシ）型與南滿州鐵道Pashisa（パシサ）合編為Pashisa（パシサ）。

#### 華北交通
華北交通於1939年至1940年間，向日本汽車製造訂製30輛與「新國小パシ」相當之Pashisa（パシサ），車號編為パシサ 1521-1550。
| 社線パシサ           |                   |            |            |            |
| パシサ 860～875      | パシサ 1～16      | 汽車、日立 | 1934～1935 | 北鮮線用   |
| 國小パシ、新國小パシ |                   |            |            |            |
| パシシ 5830～5839    | パシサ 501～510   | 汽車、日立 | 1934       | 國小パシ   |
| パシシ 5840～5859    | パシサ 511～530   | 汽車、日立 | 1936       | 新國小パシ |
| 華北交通パシサ       |                   |            |            |            |
|                      | パシサ 1501～1520 | 不明       | 1938（？） | 新國小パシ |
|                      | パシサ 1521～1550 | 汽車製造   | 1939～1940 | 新國小パシ |

#### 戰後接收及使用情形
於二戰結束時，滿鐵線所屬16輛Pashisa（パシサ）配置於羅津鐵道管理局11輛，並出借5輛予朝鮮總督府鐵道局。滿州國鐵線所屬之30輛則分布於奉天（1輛）、吉林（5輛）、牡丹江（7輛）、齊齊哈爾（11輛）等鐵道局，另有6輛出借於其他鐵路。於二戰後將滿州國鐵線及華北交通所屬之Pashisa（パシサ）型合編為ㄆㄒ三（PX3）型，車號範圍為1-188（另說為101至270）。於1980年前後，車號範圍在114-264之間之12輛機車，於瀋陽、北京、鄭州、廣州等地仍有目擊記錄。

### 主要参数
| 車軸配置             | 4-6-2（2C1）          | 4-6-2（2C1）             | 4-6-2（2C1）                                       | 4-6-2（2C1）         | 4-6-2（2C1）         | 4-6-2（2C1）         | 4-6-2（2C1）         |
| 飽和過熱別           | 過熱式                | 過熱式                   | 過熱式                                             | 過熱式               | 過熱式               | 過熱式               | 過熱式               |
| 動輪直徑             | 1,750 毫米            | 1,750 毫米               | 1,750 毫米                                         | 1,750 毫米           | 1,750 毫米           | 1,750 毫米           | 1,750 毫米           |
| 汽缸（直徑x行程）    | 530 毫米 x 660 毫米   | 530 毫米 x 660 毫米      | 530 毫米 x 660 毫米                                | 530 毫米 x 660 毫米  | 530 毫米 x 660 毫米  | 530 毫米 x 660 毫米  | 530 毫米 x 660 毫米  |
| 煙管長               |                       |                          |                                                    |                      |                      |                      |                      |
| 鍋爐壓力             | 14.0kg/cm²            | 14.0kg/cm²               | 14.0kg/cm²                                         | 14.0kg/cm²           | 14.0kg/cm²           | 14.0kg/cm²           | 14.0kg/cm²           |
| 爐床面積             | 4.07 m²               | 4.07 m²                  | 4.57 m²                                            |                      |                      |                      |                      |
| 全傳熱面積           | 231 m²                | 231 m²                   | 231 m²                                             | 231 m²               | 231 m²               | 231 m²               | 231 m²               |
| 運轉整備重量（機車） | 89.40t                | 91.10t                   | 91.00t                                             |                      |                      |                      |                      |
| 動輪上重量           | 55.60t                | 57.70t                   | 56.00t                                             |                      |                      |                      |                      |
| 總重（機車及煤水車） | 147.88 t              |                          |                                                    |                      |                      |                      |                      |
| 總長                 | 21,498 毫米           | 21,498 毫米              | 21,498 毫米                                        | 21,498 毫米          | 21,498 毫米          | 21,498 毫米          | 21,498 毫米          |
| 牽引力               | 15,670kg              | 15,670kg                 | 15,670kg                                           | 15,670kg             | 15,670kg             | 15,670kg             | 15,670kg             |
| 製造廠               | 汽車製造、日立製作所  | 汽車製造、日立製作所     | 汽車製造、日立製作所                               | 汽車製造、日立製作所 | 汽車製造、日立製作所 | 汽車製造、日立製作所 | 汽車製造、日立製作所 |
| 生產數量（總量）     | 16                    | 10                       | 70以上                                             |                      |                      |                      |                      |
| 車號                 | 南滿鐵道：パシサ 1-16 | 滿州國鐵：パシサ 501-510 | 滿州國鐵：パシサ 511-530 華北交通：パシサ1501-1550 |                      |                      |                      |                      |
| 生產年度             | 1934-1935             | 1934                     | 1936、1939-1940                                    |                      |                      |                      |                      |
| 備註                 |                       |                          |                                                    |                      |                      |                      |                      |

### 现存车辆
- SL-152：中国铁道博物馆

## 胜利5型

### 概要
勝利5型（SL）的前身為南滿州鐵道Pashiko（意指Pacifics第5型）型，
由於急行列車行駛速度提升，以及客車車體鋼製化後牽引定數增加，為了代替Pashishi（パシシ）型，於1927年至1928年由南滿州鐵道沙河口工廠製造11輛，編號原為パシコ950-960，於1938年4月改為パシコ 1-11。
Pashiko（パシコ）型為了提高機車馬力，加大了氣缸容量並且擴大了火床面積，同時也是南滿州鐵道最早加裝燃燒室及自動加煤機的旅客用蒸汽機關車。大連-長春間之急行列車「鳩號」改由Pashiko（パシコ）型牽引後行駛時間逐步縮短，於1929年以前為12小時30分，至1933年時已經縮短至10小時30分。1934年為了開行「亞細亞號」（あじあ）特急列車，於大連-奉天間進行高速行駛試驗。Pashiko（パシコ）型在Pashina（パシナ，後改稱勝利7型）推出前為滿鐵旅客用列車之代表。
於二次大戰結束時共有11輛，配置於大連埠頭局的大石橋機關區（5輛）及奉天鐵路局奉天機關區（6輛），全部改稱為ㄆㄒ伍（PX5）型，1959年再改稱為勝利5型，車號範圍為281至300。戰後主要以瀋陽為中心運用於旅客列車，1980年前後於蘇家屯機務段作為調度機車，280-283、292、296等5輛有目擊記錄。

### 主要諸元
- 車軸配置： 4-6-2(2C1)
- 飽和過熱別： 过热式
- 動輪直徑： 1,850 毫米
- 汽缸（直徑x行程）： 584 毫米 x 710 毫米
- 鍋爐壓力：14.1kg/cm²
- 爐床面積：4.82m²
- 全傳熱面積：291.8m²
- 運轉整備重量（機車）： 102.34t
- 動輪上重量：63.93t
- 總重（機車及煤水車）：183.99t
- 全長：24,100 毫米

### 现存车辆
- SL-292：沈阳铁路陈列馆

## 胜利6型
- 主條目：中國鐵路勝利6型蒸汽機車

### 概要

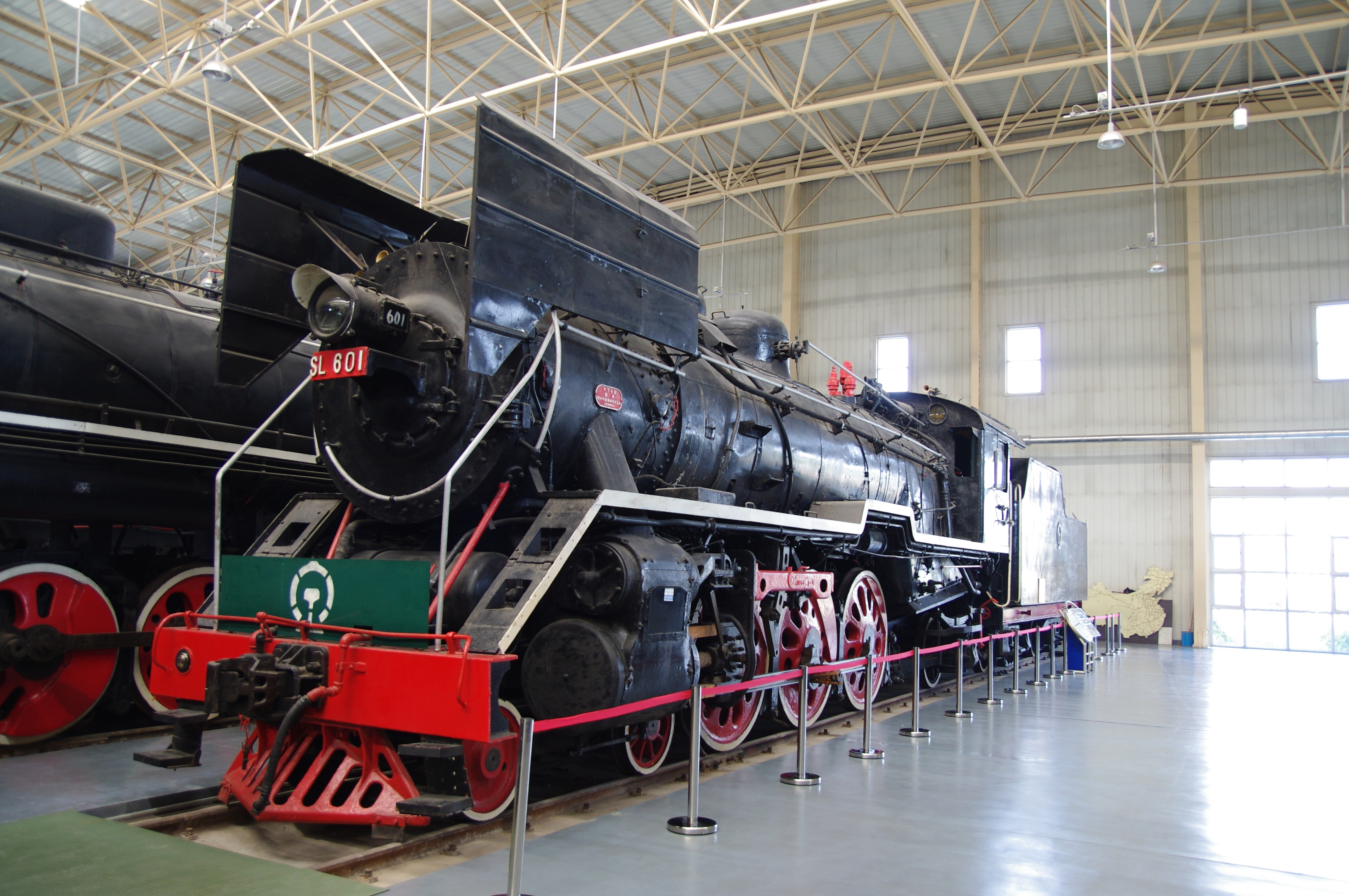
中國鐵道博物館收藏之勝利6型601号

胜利6型（SL）的前身为南满洲铁道、滿州國國有鐵道、華北交通、華中鐵道的Pashiro形、Pashiku（パシク），於1938年4月合編為Pashiku（パシク，意指Pacifics第6型）型，由日立制作所、川崎车辆、满铁大连工厂、汽车制造、日本车辆制造。曾用於牵引亚细亚号（新京～哈尔滨路段）、兴亜号、大陆号列车。二战后全部改编为ㄆㄒ陸型（PX6型）。中华人民共和国成立后改编为胜利6型，编号301～572，共271台。1956年－1958年青岛四方机车车辆厂仿制了151台（601～750、771）。

#### 南滿州鐵道
滿鐵Pashiro（パシロ）係改良自滿州國鐵為敦圖線使用而製造之「敦圖パシ」（國大パシ）發展之車型。1934年起為了替補調至滿州國鐵線之Pashii（パシイ）、Pashisa（パシサ）兩型機車導致牽引普通列車之機車不足，由日立製作所、川崎車輛、南滿州鐵道大連工廠製造。滿鐵Pashiro（パシロ）性能界於Pashishi（パシシ）及Pashiko（パシコ）之間，為南滿州鐵道最早裝備燃燒室及給水加熱器之車種，也是南滿州鐵道中煤水車容量最大之車種。於1938年起牽引安奉線急行列車。南滿州鐵道Pashiro（パシロ）於1934年至1943年間共計製造45輛。
- 車號變遷及生產概況

| 編號 （1938.3以前） | 編號 （1938.4以後） | 製造廠               | 製造年     | 備註 |
| パシロ 900～911     | パシロ 1～12        | 日立                 | 1934       |      |
| パシロ 912～919     | パシロ 13～20       | 日立、川崎、大連工廠 | 1936～1938 | 新型 |
|                     | パシロ 21～45       | 川崎                 | 1940～1943 | 新型 |
| ------------------- | ------------------- | -------------------- | ---------- | ---- |

#### 滿州國鐵線
滿州國鐵線之Pasiro（パシロ）包含「國大パシ」及「新國大パシ」。「敦圖パシ」或稱為「國大パシ」為滿州國國鐵於1933年因敦圖線通車時向川崎車輛、汽車製造、日立製作所訂購19輛。其後滿州國國鐵以滿鐵Pasiro（パシロ）為基礎（滿鐵パシロ為國大パシ改良型）略作改良，省略給水加熱器，並縮短煤水車長度以配合長度較短之轉車台，稱為Pashiku（パシク）或稱為「新國大パシ」，向川崎車輛、汽車製造、日立製作所、日本車輛訂購共125輛（其中12輛於1938年讓渡於華北交通）。1938年4月滿州國鐵線之Pashiku（パシク）與南滿州鐵道Pashiro（パシロ）合編為Pashiro（パシロ），編號為パシロ501-632。
- 車號變遷及生產概況

| 敦圖パシ （～1933.9） | パシク （1933.9～1938.3） | パシロ （1938.4～）     | 製造廠           | 製造年     | 備註                     |
| パシ 800～813         | パシク 5950～5963         | パシロ 501～514         | 川崎、汽車、日立 | 1933       | 國大パシ、敦圖線用       |
| パシ 814～818         | パシク 5964～5968         | パシロ 515～519         | 川崎、汽車、日立 | 1933       | 國大パシ、海克及泰克線用 |
|                       | パシク 5969～5999         | パシロ 520～550         | 日立、川崎、汽車 | 1935～1937 | 新國大パシ               |
|                       | パシク 15900～15914       | パシロ 551～565         | 川崎、日立、日車 | 1937       | 新國大パシ               |
|                       | パシク 15915～15918       | パシロ 566～569（一代） | 日車、川崎       | 1937       | 新國大パシ、讓渡華北交通 |
|                       | パシク 15919              | パシロ 570              | 川崎             | 1937       | 新國大パシ               |
|                       | パシク 15920～15927       | パシロ 571～578（一代） | 川崎、日立、日車 | 1937       | 新國大パシ、讓渡華北交通 |
|                       |                           | パシロ 566～569（二代） | 日立             | 1938       | 新國大パシ               |
|                       |                           | パシロ 571～578（二代） | 日立             | 1938       | 新國大パシ               |
|                       |                           | パシロ 579～632         | 日立、川崎       | 1938～1944 | 新國大パシ               |
| --------------------- | ------------------------- | ----------------------- | ---------------- | ---------- | ------------------------ |

#### 華北交通及華中鐵道

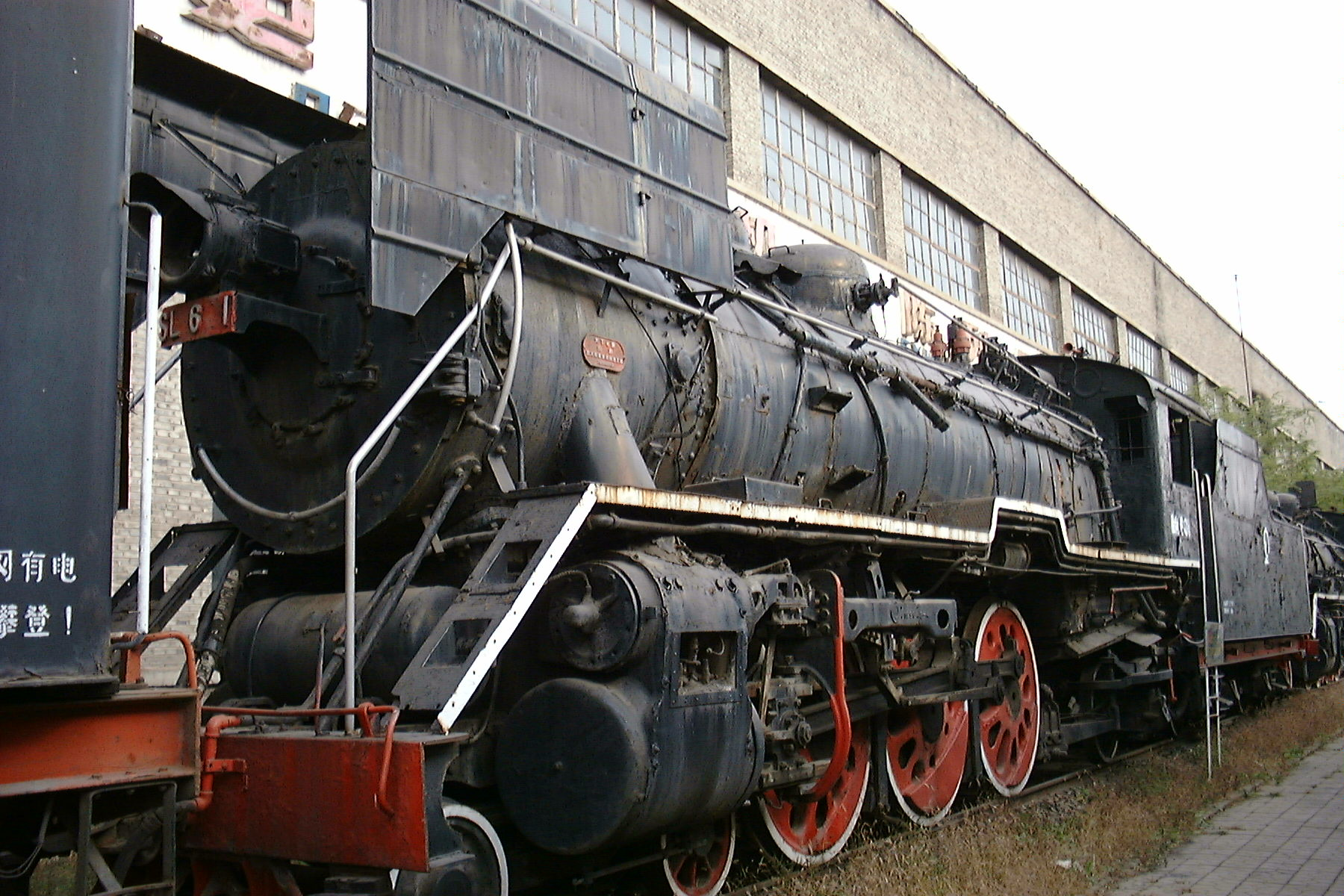
胜利6型601号

華北交通之Pashiro（パシロ）為與滿州國鐵線之「新國大パシ」相當。滿州國鐵線於1938年轉讓12輛Pashiro（パシロ）予華北交通使用（原車號為パシロ566～569、571～578）。華北交通亦於1941年以後向川崎車輛訂購57輛Pashiro（パシロ），車號為パシロ1533-1589。青島四方工廠亦於1938年至1945年8月以日本等國運來之零件組裝ミカイ、ミカロ、パシロ等蒸汽機車共380輛 。
華中鐵道於1941年訂購與Pashiro（パシロ）相當之KC100型機車共8輛（KC1001～1008）。

#### 戰後接收與生產
二戰結束時南滿州鐵道及滿州國鐵線共保有177輛Pashiro（パシロ），分布於奉天（21輛）、吉林（19輛）、牡丹江（27輛）、齊齊哈爾（48輛）等鐵道管理局，另有25輛出借予朝鮮總督府鐵道等其他鐵道。戰後與華北交通、華中鐵道保有之Pashiro（パシロ）共272輛，合編為ㄆㄒ六（PX6）型，1959年改稱為勝利6型（SL6），編號範圍為301-572。
鐵道部四方機車車輛廠於1954年起以ㄆㄒ六型為基礎改進設計，於1956年試製成功，至1959年停產時共計生產151輛，編號範圍為601-750、771（跳過勝利7型751-770車號） 。

### 主要参数
| 車軸配置             | 4-6-2（2C1）                 | 4-6-2（2C1）                                                        | 4-6-2（2C1）          | 4-6-2（2C1）          | 4-6-2（2C1）          | 4-6-2（2C1）          | 4-6-2（2C1）          |
| 飽和過熱別           | 過熱式                       | 過熱式                                                              | 過熱式                | 過熱式                | 過熱式                | 過熱式                | 過熱式                |
| 動輪直徑             | 1,750 毫米                   | 1,750 毫米                                                          | 1,750 毫米            | 1,750 毫米            | 1,750 毫米            | 1,750 毫米            | 1,750 毫米            |
| 汽缸（直徑x行程）    | 570 毫米 x 660 毫米          | 570 毫米 x 660 毫米                                                 | 570 毫米 x 660 毫米   | 570 毫米 x 660 毫米   | 570 毫米 x 660 毫米   | 570 毫米 x 660 毫米   | 570 毫米 x 660 毫米   |
| 煙管長               |                              |                                                                     |                       |                       |                       |                       |                       |
| 鍋爐壓力             | 14.0kg/cm²                   | 14.0kg/cm²                                                          | 14.0kg/cm²            | 14.0kg/cm²            | 14.0kg/cm²            | 14.0kg/cm²            | 14.0kg/cm²            |
| 爐床面積             | 4.82 m²                      | 4.82 m²                                                             | 4.84 m²               |                       |                       |                       |                       |
| 全傳熱面積           |                              |                                                                     |                       |                       |                       |                       |                       |
| 運轉整備重量（機車） | 102.03t                      | 100.67t                                                             | 100.231t              |                       |                       |                       |                       |
| 動輪上重量           | 61.75t                       | 62.21t                                                              | 62.21t                |                       |                       |                       |                       |
| 總重（機車及煤水車） | 184.33 t                     |                                                                     | 172.57 t              |                       |                       |                       |                       |
| 總長                 | 23,733 毫米                  |                                                                     | 22,618 毫米           |                       |                       |                       |                       |
| 圖示功率             | 1,766 PS（1,298.5kw）        | 1,766 PS（1,298.5kw）                                               | 1,766 PS（1,298.5kw） | 1,766 PS（1,298.5kw） | 1,766 PS（1,298.5kw） | 1,766 PS（1,298.5kw） | 1,766 PS（1,298.5kw） |
| 輪周功率             | 1,475 PS（1,084.5kw）        | 1,475 PS（1,084.5kw）                                               | 1,475 PS（1,084.5kw） | 1,475 PS（1,084.5kw） | 1,475 PS（1,084.5kw） | 1,475 PS（1,084.5kw） | 1,475 PS（1,084.5kw） |
| 牽引力               |                              |                                                                     | 16,880 kg （165.5kN） |                       |                       |                       |                       |
| 製造廠               | 日立製作所 川崎車輛 大連工場 | 川崎車輛 汽車製造 日立製作所 日本車両                               | 四方工廠              |                       |                       |                       |                       |
| 生產數量（總量）     | 45                           | 229以上                                                             | 151                   |                       |                       |                       |                       |
| 車號                 | 南滿鐵道：パシロ1-45         | 滿州國鐵：パシロ501-632 華北交通：パシロ1501- 華中鐵道：KC1001-1008 | SL6 601-750、771      |                       |                       |                       |                       |
| 生產年度             | 1934-1943                    | 1933-1944                                                           | 1956-1959             |                       |                       |                       |                       |
| 備註                 |                              | 12輛讓渡華北交通                                                    |                       |                       |                       |                       |                       |

### 现存车辆
- SL-601（四方制）：中国铁道博物馆
- SL-724（四方制）：呼和浩特市机械工程职业技术学校（原呼和浩特铁路司机学校）

## 胜利7型
- 主條目：中國鐵路勝利7型蒸汽機車

### 概要

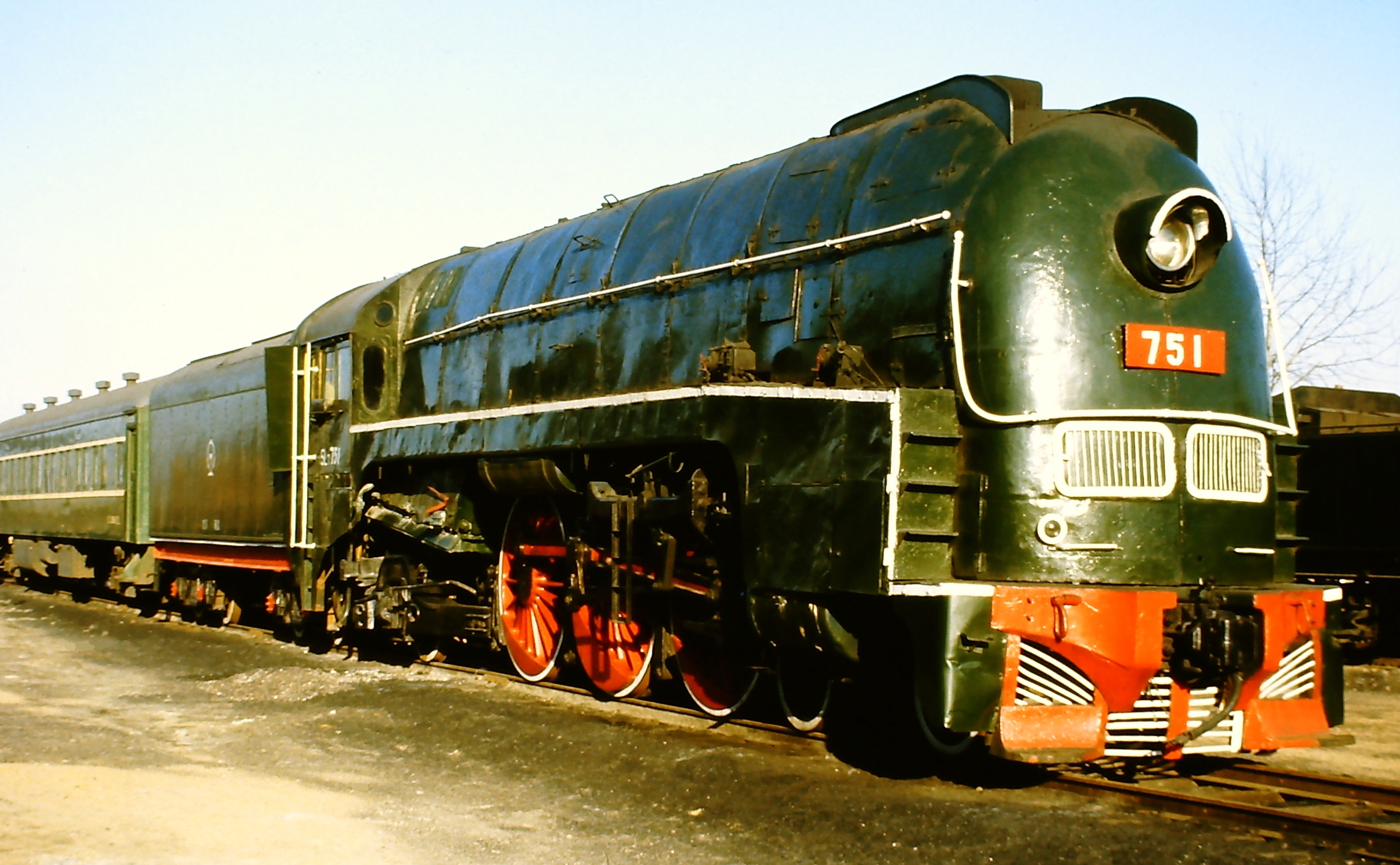
胜利7型751号蒸汽机车（1984年）

胜利7型（SL）的前身为南满洲铁道的Pashina（意指Pacifics第7型）形。该型机车牵引亚细亚号列车，为达到高速运营、长途无停车的要求而研制。采用流线型设计，装有施密特式E型给水预热装置、自动加煤机。煤水车的转向架使用SKF滚动轴承。川崎车辆（9輛）、满铁大连工厂（3輛）制造了12部。二战后改编为PX7型。中华人民共和国成立后改编为胜利7型，编号从751到770。

### 主要参数
- 车轮配置： 4-6-2(2C1)
- 饱和过热别： 过热式
- 动轮直径： 2,000 毫米
- 汽缸
  - 直径： 610 毫米
  - 行程： 710 毫米
- 锅炉使用压力（实用汽压）：15.5kg/cm²
- 炉箆面积： 6.25m²
- 運轉整備重量（機車）：119.20t
- 動輪上重量：71.83t
- 總重（機車及煤水車）：203.33t
- 全長：25,675 毫米
- 圖示功率：2,396 PS（1,761.8kw）
- 輪周功率：2,156 PS（1,585.3kw）

### 相關照片

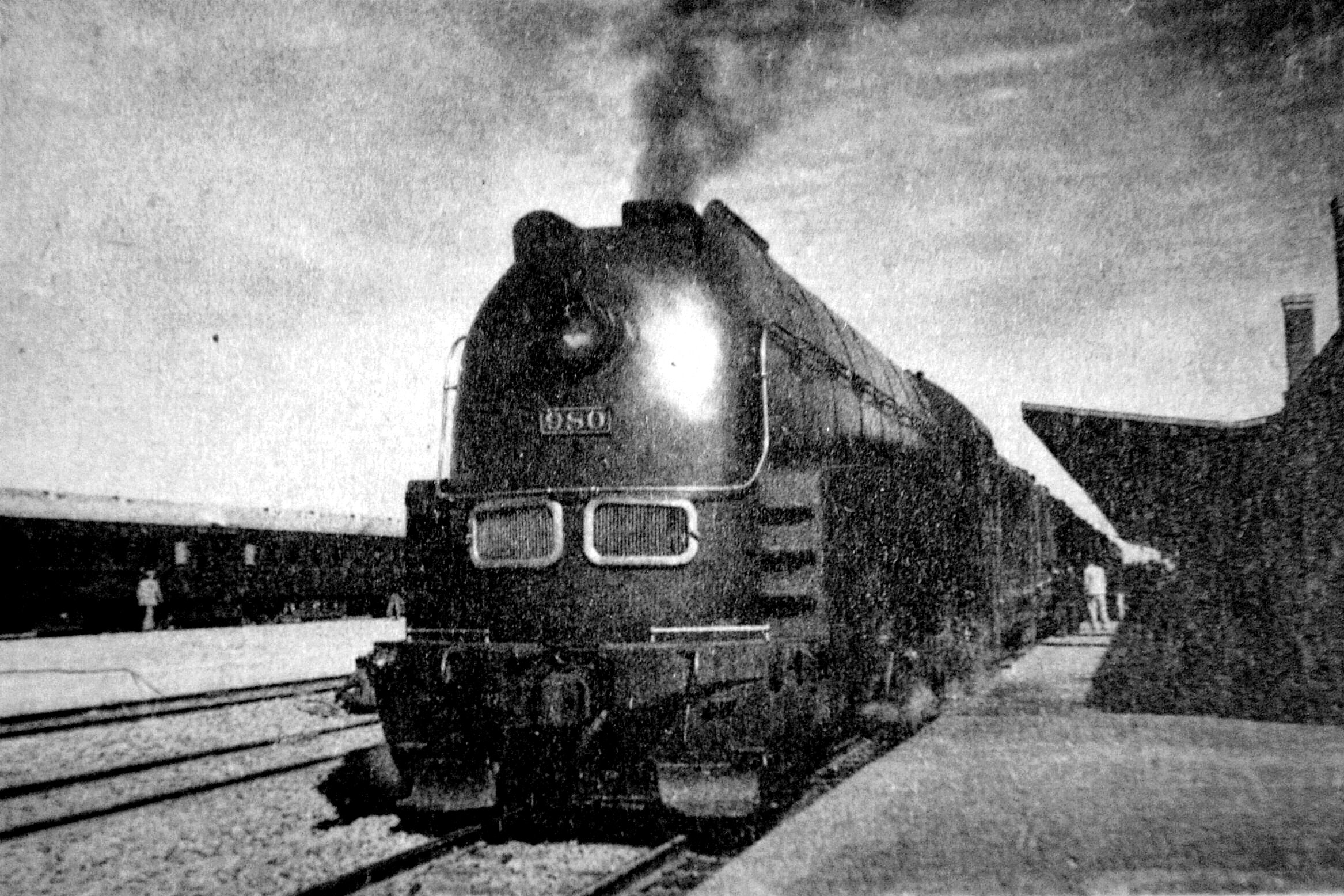
パシナ980蒸汽機車
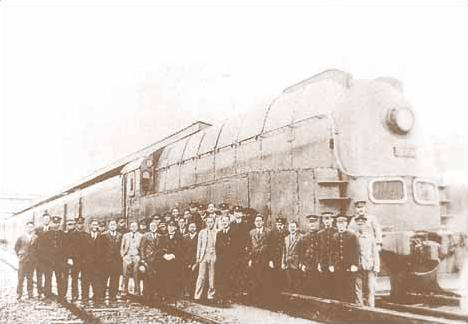
パシナ973蒸汽機車（1934年）
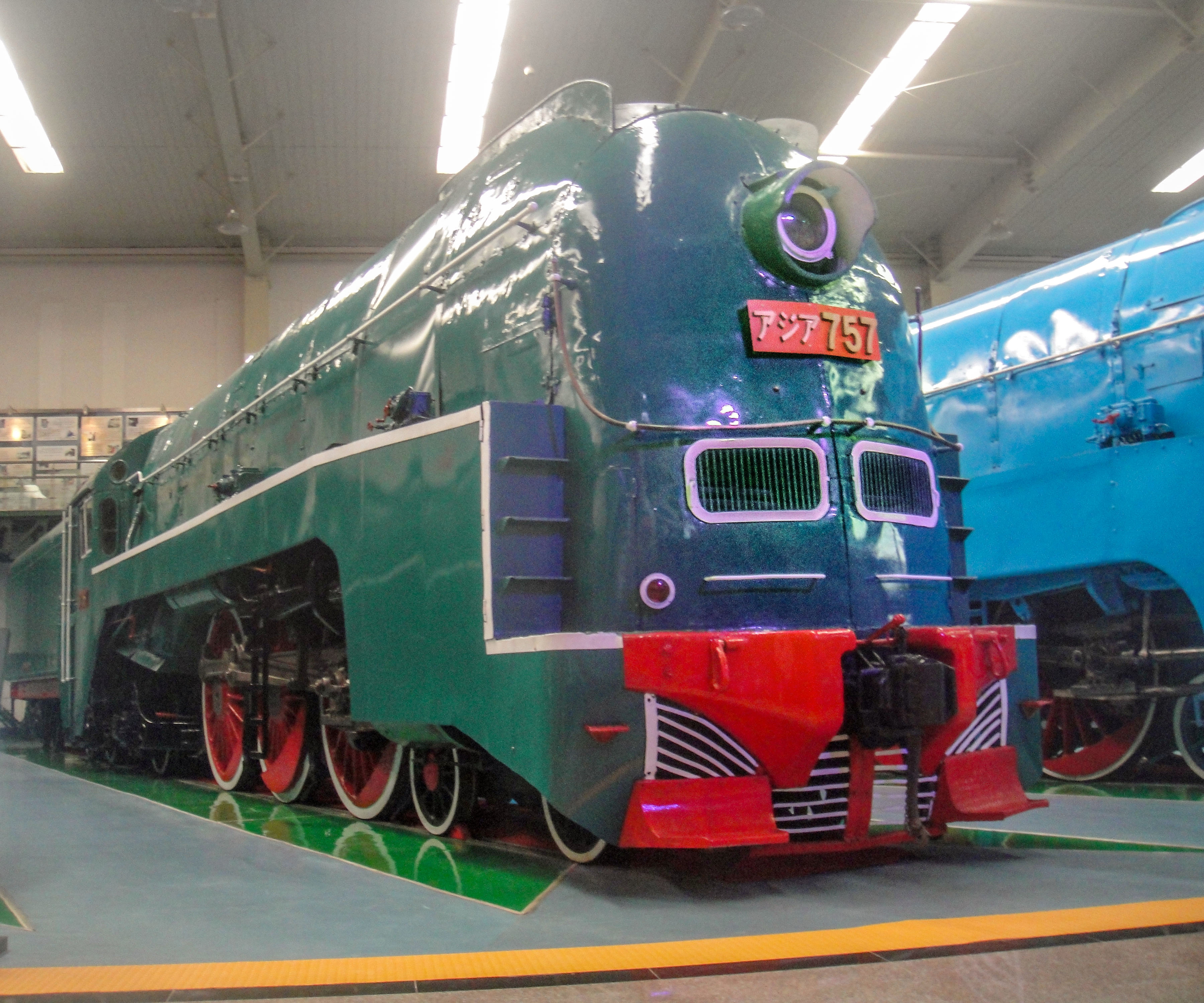
胜利7型757号蒸汽机车（瀋陽鐵路陳列館）

### 車輛保存
- SL-751：沈阳铁路陈列馆
- SL-757：沈阳铁路陈列馆

## 胜利8型

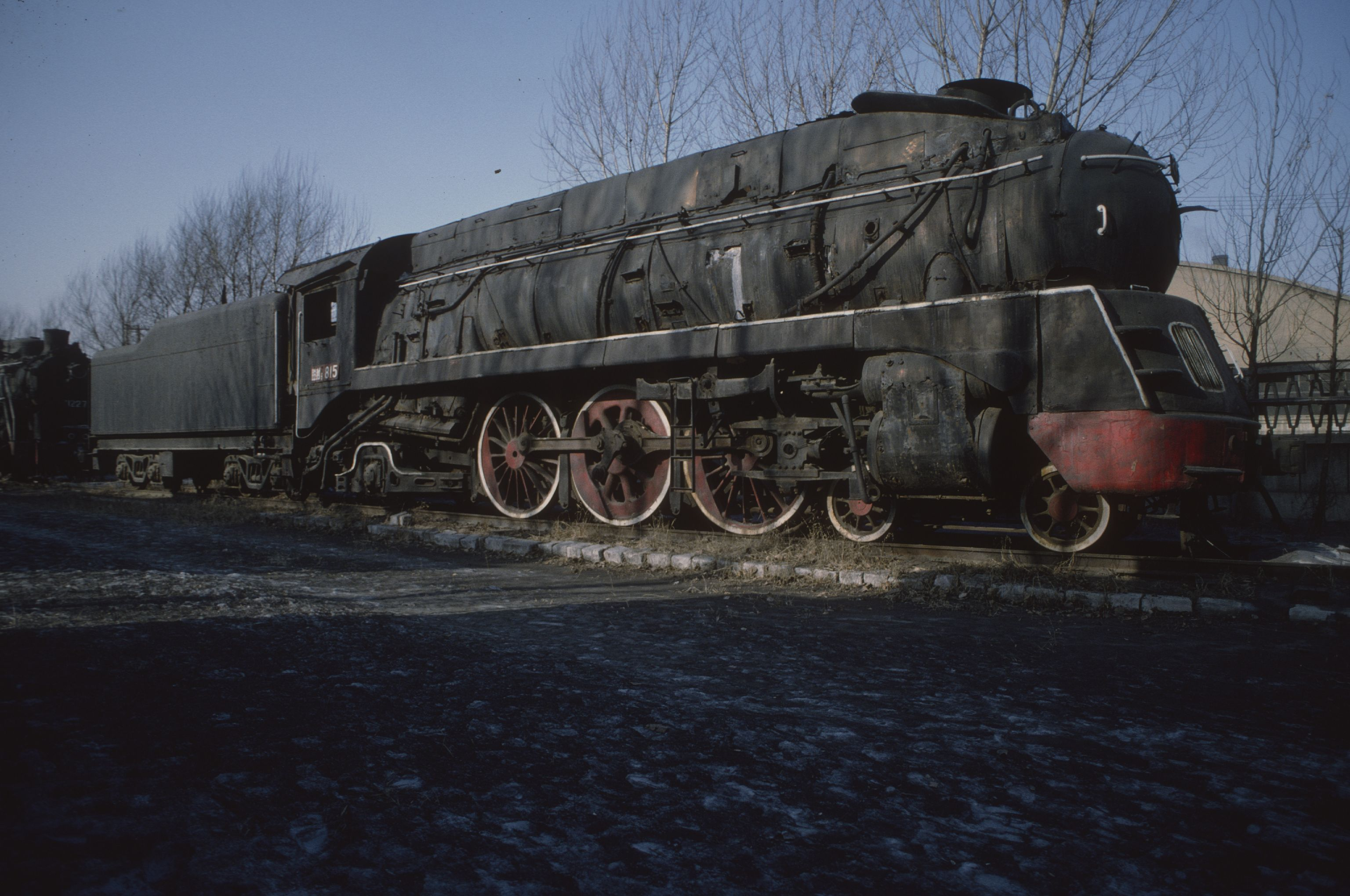
胜利8型815号机车在沈阳铁路陈列馆

### 概要
勝利8型（SL）的前身為南滿州鐵道的Pashiha（パシハ，意指Pacifics第8型）形，共計製造17輛，其中16輛為南滿州鐵道（社線）所有，分別由日立製作所（1937年6輛）及滿鐵大連工廠（1940年10輛）製造，另1輛為滿州國鐵（國線）所有。編號原為パシハ811-816，於1938年4月以後改為パシハ1-16（社線）、501（國線）。
Pashiha（パシハ）是以Pashina（パシナ）及Dabusa（ダブサ）為基礎，以性能凌駕Pashiko（パシコ）為設計目標製造之高速旅客列車用蒸汽機關車。外觀採用半流線型設計，鍋爐壓力由Pashina（パシナ）的15.5kg/cm2降低為14.5kg/cm2，並裝配燃燒室、施密特E型過熱器、給水加熱器、自動加煤機等裝備。為了減輕保養的負擔，提高機車運用效率，機車及煤水車之軸承均採用SKF公司製造的滾動軸承。Pashiha（パシハ）為滿鐵最先進的蒸汽機關車，也因此為最早利用機關車試驗台試驗結果改良之蒸汽機關車。Pashiha（パシハ）用於牽引連京線「鳩號」等急行列車，在安奉鐵路複線化以後，用於牽引新京（長春）-安東（丹東）間之長距離列車。
於二次大戰結束時，Pashiha（パシハ）共計17輛，分別配置於大連埠頭局（16輛）及奉天鐵道局（1輛），全部改稱為ㄆㄒ八（PX8）型，於1959年又改稱為勝利8（SL8）型，車號為801-817。曾經用於牽引毛澤東專列。1980年前後於北京及鄭州附近有804-806、811、815等5輛之目擊記錄。

### 主要参数
- 车轮配置： 4-6-2(2C1)
- 饱和过热别： 过热式
- 动轮直径： 1,850 毫米
- 汽缸
  - 直径： 600 毫米
  - 行程： 710 毫米
- 锅炉使用压力（实用汽压）：14.5kg/cm²
- 炉箆面积： 5.36m²
- 運轉整備重量： 114.91t
- 動輪上重量：68.57t
- 總重（機車及煤水車）：199.91t
- 輪周功率：2,057 PS

### 現存車輛
- SL-815：沈阳铁路陈列馆

## 勝利9型

### 概要

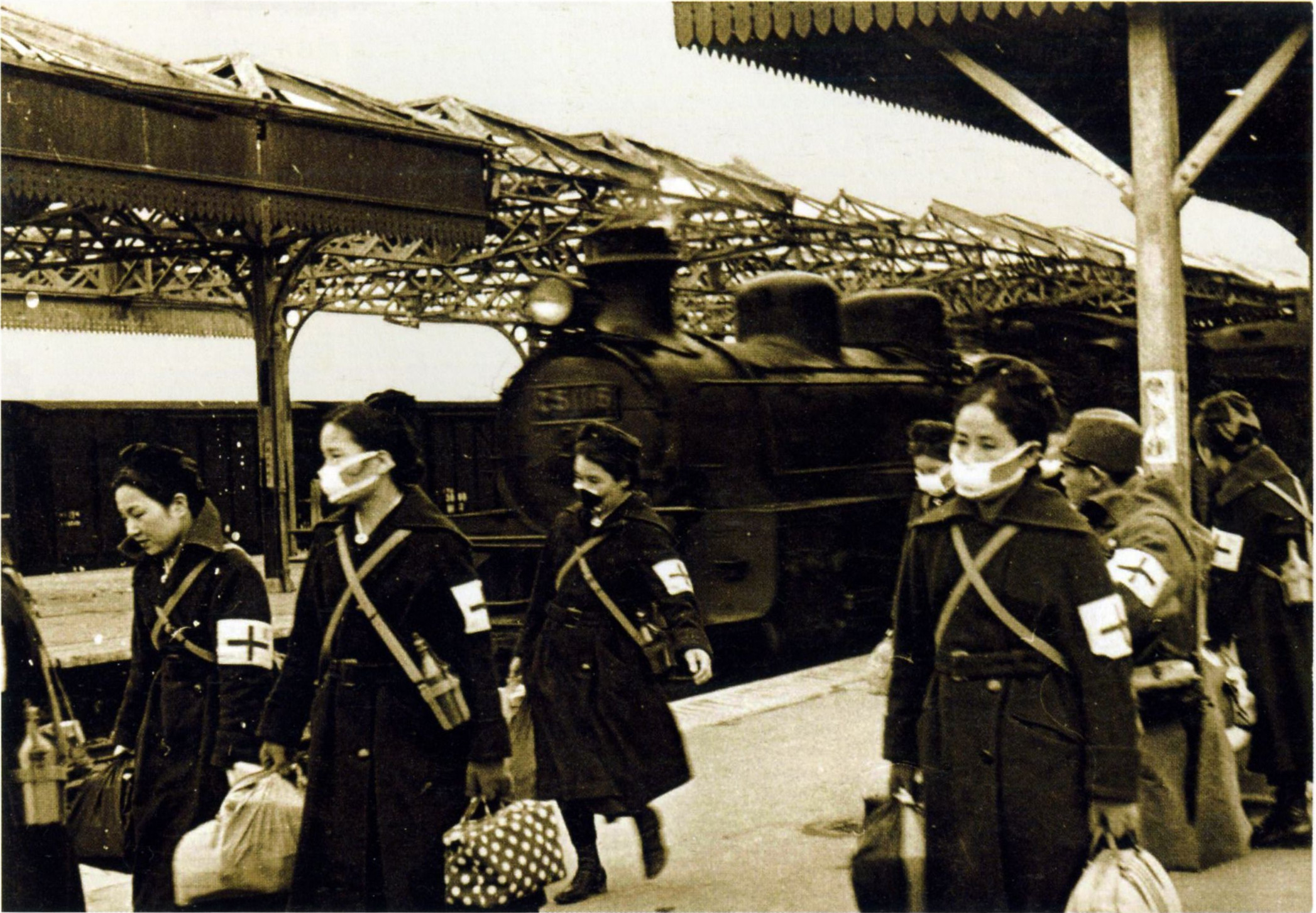
華中鐵道運用之C51-116（勝利9型）（蘇州站、1939年1月30日）

勝利9型的前身為日本國有鐵道C51型蒸汽機車，於1919年至1928年由汽車製造、三菱造船、鐵道省濱松工廠製造289輛。1939年由日本陸軍徵調16輛，改造為標準軌距，交由華中鐵道運用於南京-上海路線，編為Pashina型（パシナ，意指Pacifics第7型，但與南滿州鐵道パシナ勝利7型為不同形式）。於中華人民共和國成立後改稱為ㄆㄒ玖型（PX9），後再改稱為勝利9型（SL9）。

### 日本陸軍徵調C51型機車列表
| 車號 （1928年以前） | 車號 （1928年以後） | 製造廠   | 製造年 | 備註 |
| 18907               | C51 8               | 濱松工廠 | 1920   |      |
| 18927               | C51 28              | 汽車製造 | 1921   |      |
| 18929               | C51 30              | 汽車製造 | 1921   |      |
| 18932               | C51 33              | 汽車製造 | 1921   |      |
| 18933               | C51 34              | 汽車製造 | 1921   |      |
| 18934               | C51 35              | 汽車製造 | 1921   |      |
| 18987               | C51 88              | 汽車製造 | 1923   |      |
| 18994               | C51 95              | 汽車製造 | 1923   |      |
| 18995               | C51 96              | 汽車製造 | 1923   |      |
| 28915               | C51 116             | 汽車製造 | 1923   |      |
| 28929               | C51 130             | 汽車製造 | 1923   |      |
| 28930               | C51 131             | 汽車製造 | 1923   |      |
| 28931               | C51 132             | 汽車製造 | 1923   |      |
| 28972               | C51 173             | 汽車製造 | 1924   |      |
| 28974               | C51 175             | 汽車製造 | 1924   |      |
| 28977               | C51 178             | 汽車製造 | 1925   |      |
| ------------------- | ------------------- | -------- | ------ | ---- |

### 主要參數
- 車軸配置：4-6-2（2C1）
- 飽和過熱別：過熱式
- 動輪直徑：1,750 毫米
- 汽缸（直徑x行程）：530 毫米 x 660 毫米
- 鍋爐使用壓力：13.0kg/cm²
- 火床面積：2.53m²
- 全傳熱面積：167.8m²
- 煙管長：5500 毫米
- 整備重量（機車）：67.75t
- 總重（機車及煤水車）：111.62t
- 全長：19,994 毫米
- 輪周功率：1,175 PS
- 牽引力：
  - 汽缸牽引力：11,700kg
  - 黏著牽引力：10,860kg

## 胜利11型

### 概要
勝利11型（SL）的前身為南滿州鐵道向美國機車公司（ALCO）訂購的Pashii型（パシイ，意指Pacifics第1型），為南滿州鐵道改為標準軌後最早訂購的車型之一。本型車共購買7輛，原來稱為G型，於1920年改稱為Pashii（パシイ）型。本型車原為飽和式機車，於1920年至1926年改造為過熱式機車。
於1908年起牽引以普爾曼式客車（Pullman）編成行駛於大連－長春間之國際連絡列車（每週二班），亦用於牽引急行列車（每週三班，有時每週四班），1914年受第一次世界大戰影響急行列車減為每週一班，曾用於牽引安奉線之混合列車。於新型急行用機車投入使用後，改為牽引南滿本線普通列車。其中4輛於九一八事變後不久出借於其他鐵路，於1933年其中4輛用於建設新線、2輛用於營業而轉讓予滿州國國鐵。1935年亞細亞號列車延駛至哈爾濱時，因Pashina（パシナ）型機車軸重過重，無法行駛於新京（長春）以北路段，由Pashii（パシイ）型機車牽引。
於二次大戰結束時，共有7輛，其中6輛配屬於錦州鐵路管理局，另1輛出借給其他鐵路。其後改稱為ㄆㄒ十一（PX11）型，於1959年改稱勝利11型（SL11）。
車號變遷
| 年份 | 社線（型號、車號） | 國線（型號、車號） | 備註            |
| 1908 | G型 800～806       |                    |                 |
| 1920 | パシイ 800～806    |                    |                 |
| 1933 | パシイ 800～806    | パシコ 5900～5905  | 6輛讓渡滿州國鐵 |
| 1938 | パシイ 1           | パシイ 501～506    |                 |
| ---- | ------------------ | ------------------ | --------------- |

### 主要参数
| 車軸配置             | 4-6-2（2C1）          | 4-6-2（2C1）          | 4-6-2（2C1）          | 4-6-2（2C1）          | 4-6-2（2C1）          | 4-6-2（2C1）          | 4-6-2（2C1）          |
| 動輪直徑             | 1,753 毫米            | 1,750 毫米            |                       |                       |                       |                       |                       |
| 汽缸（直徑x行程）    | 508 毫米 x 660 毫米   | 508 毫米 x 660 毫米   | 508 毫米 x 660 毫米   | 508 毫米 x 660 毫米   | 508 毫米 x 660 毫米   | 508 毫米 x 660 毫米   | 508 毫米 x 660 毫米   |
| 鍋爐壓力             | 14.0kg/cm²            | 14.1kg/cm²            |                       |                       |                       |                       |                       |
| 爐床面積             | 5.11 m²               | 4.61 m²               |                       |                       |                       |                       |                       |
| 運轉整備重量（機車） | 89.50t                | 89.91t                |                       |                       |                       |                       |                       |
| 動輪上重量           | 54.10t                | 57.70t                |                       |                       |                       |                       |                       |
| 製造廠               | ALCO （Richmond工廠） | ALCO （Richmond工廠） | ALCO （Richmond工廠） | ALCO （Richmond工廠） | ALCO （Richmond工廠） | ALCO （Richmond工廠） | ALCO （Richmond工廠） |
| 生產年度             | 1908                  | 1920～1926            |                       |                       |                       |                       |                       |

## 胜利12型

### 概要

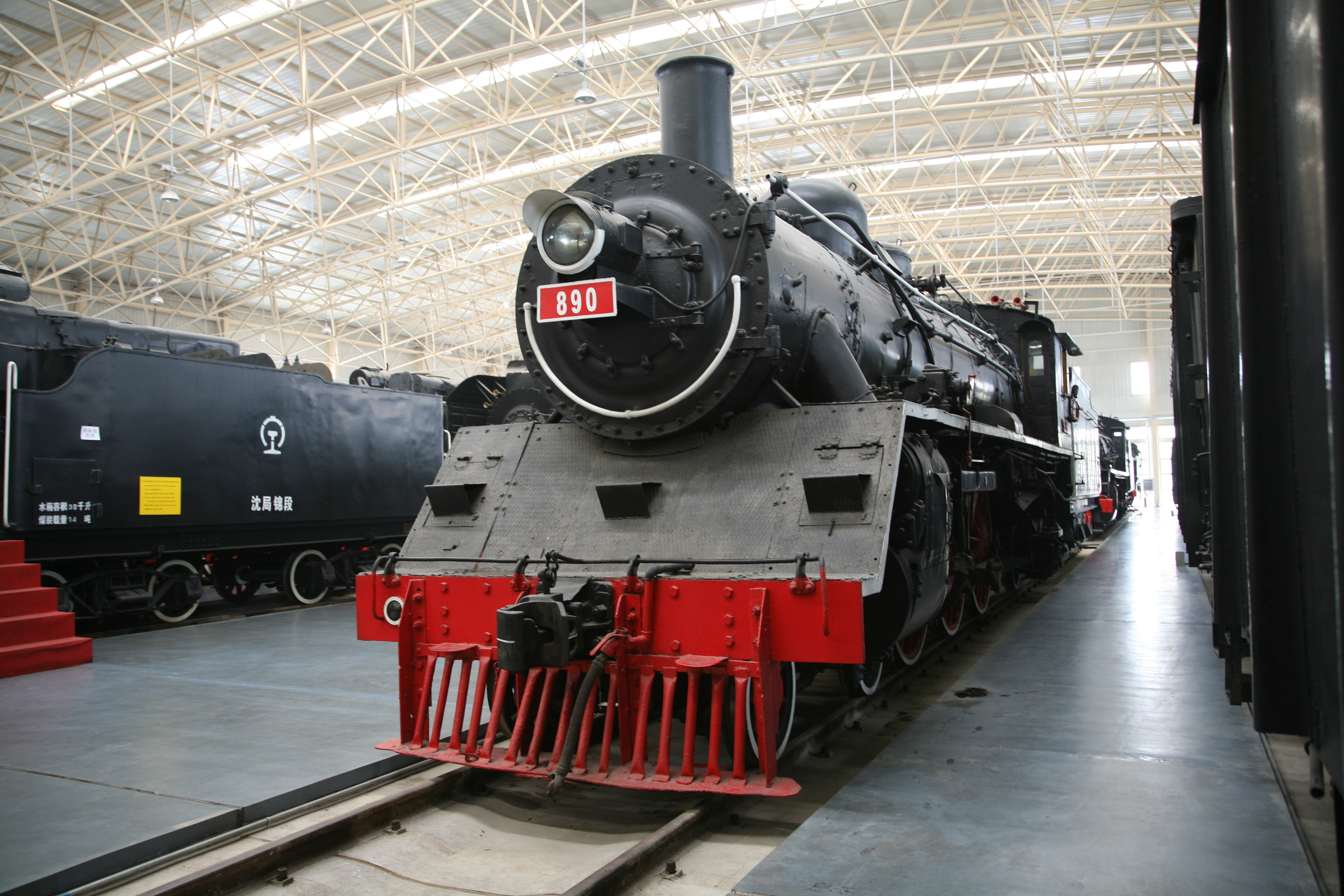
中國鐵道博物館收藏之勝利12型890号

胜利12型（SL）的前身为华中铁道的Pashishi（意指Pacifics第4型）形 。
因华中铁道的轨道不如满铁，所以这款机车仿制了轨道状况与华中铁道一様不好的鲜铁Pashishi形。川崎车辆制造1942年制造了5部、1943年又制造了5部，共计10部。二战后改编为PX12型。中华人民共和国成立后改编为胜利12型。

### 主要参数
- 車軸配置：4-6-2（2C1）
- 飽和過熱別：過熱式
- 動輪直徑：1,750 毫米
- 汽缸（直徑x行程）：580 毫米 x 660 毫米
- 鍋爐使用壓力：13.0kg/cm²
- 火床面積：4.75m²
- 全傳熱面積：237.6m²
- 整備重量（機車）：90.8t
- 總重（機車及煤水車）：156.6t
- 全長：22,052 毫米

### 現存車輛
- SL-890：中国铁道博物馆

## 備註
1. ↑  .   [2011-11-08]. （原始内容存档于2011-09-09）.
2. 1 2 3 4 5 6 7  依南滿州鐵道機車規則，パシ（發音為Pashi）係指 Pacifics型（太平洋式，車軸配置4-6-2）之蒸汽機車，之後再以イ（i）、ニ（ni）、サ（sa）、シ（si）、コ（ko）、ロ（ro）、ナ（na）、ハ（ha）、ク（ku）依序代表1～9號。因此Pashii（パシイ）為Pacifics型機車第1型，之後以此類推。參見。
3. 1 2 3 4  亞細亞號列車最初行駛於大連-新京（長春）路段，使用Pashina（パシナ）型機車。於1935年9月新京-哈爾濱路段改軌為標準軌後，延伸行駛至哈爾濱。當時新京-哈爾濱路段先使用Pashii（パシイ），於軌道標準提升後改用Pashiro（パシロ）。詳見。
4. ↑  1927年至1930年間日本本土因改用鋼體客車後列車牽引定數增加，而推出裝配三汽缸之C53型。
5. ↑  車號為パシロ 566～569、571～578（原編號為パシク 15915～15918、15920～15927）
6. ↑  海克線：海倫－北安－克山，泰克線：泰安－克山。海克、泰克線為今日齊北鐵路（泰安－克山－北安）、濱北鐵路（海倫－北安）之部分路段。
7. ↑  山東省省情資料庫：第四卷 铁路工业_第二类 蒸汽机车修造_第一辑 组装 Archive.today的存檔，存档日期2012-11-28
8. ↑  山東省情資料庫：第四卷 铁路工业_第二类 蒸汽机车修造_第三辑 四方、济南厂新造蒸汽机车主要性能和技术参数表 Archive.today的存檔，存档日期2012-07-14
9. ↑  坂上茂樹（大阪市立大學教授），鉄道車輌用ころがり軸受と台車の戦前･戦後史，第119頁。 （页面存档备份，存于） （页面存档备份，存于）
10. ↑  華中交通Pashishi（パシシ）與朝鮮總督府鐵道Pashishi（パシシ）為同型車，但與南滿州鐵道之Pashishi（パシシ）不同。

## 外部連結
- 中国の蒸気機関車(日文) （页面存档备份，存于）
- 中國鐵路的蒸汽機車(中文) （页面存档备份，存于）
- 青島地方志 蒸汽機車
- 山東省情網 四方、济南厂新造蒸汽机车主要性能和技术参数表
- 瀋陽蒸気機関車博物館～保存車両大全 日本編～